# برنلسهایم
برنلسهایم (به فرانسوی: Bernolsheim) یک کمون در فرانسه با جمعیت ۶۰۹ نفر است که در Canton of Brumath واقع شده‌است.